# Hullikere Koppalu, Pandavapura
Hullikere Koppalu là một làng thuộc tehsil Pandavapura, huyện Mandya, bang Karnataka, Ấn Độ.